# Rimularia maculata
Rimularia maculata är en lavart som beskrevs av Fryday. Rimularia maculata ingår i släktet Rimularia och familjen Trapeliaceae.   Inga underarter finns listade i Catalogue of Life.